# Politikens filmjournal 096
|  | Denne artikel er oprettet af botten Steenthbot ud fra en ekstern database. Den kan derfor have sproglige fejl eller mangler. Denne skabelon kan fjernes efter kontrol af indholdet. |

Politikens filmjournal 096 er en dansk ugerevy fra 1951.
I ugerevyen indgår klip fra reportagefilmen  Ekspertmotorløb på Næstved speedway fra samme år.

## Handling
1) England: Prinsesse Elizabeth som kongens stedfortræder ved den engelske livgardes traditionelle faneparade.

2) Marshallplanens øverste chef ankommer til Kastrup Lufthavn.

3) Amerikansk flådebesøg ved Langelinie.

4) Ridebanespringningskonkurrence i Bernstorffsparken i Charlottenlund.

5) International motorcykelløb på Næstved Speedway (Næstved Atletikstadion).

6) Indokina: Fransk storoffensiv indledes.

7) England: Ascotløbet 1951.